# Albin Herzog (Mathematiker)

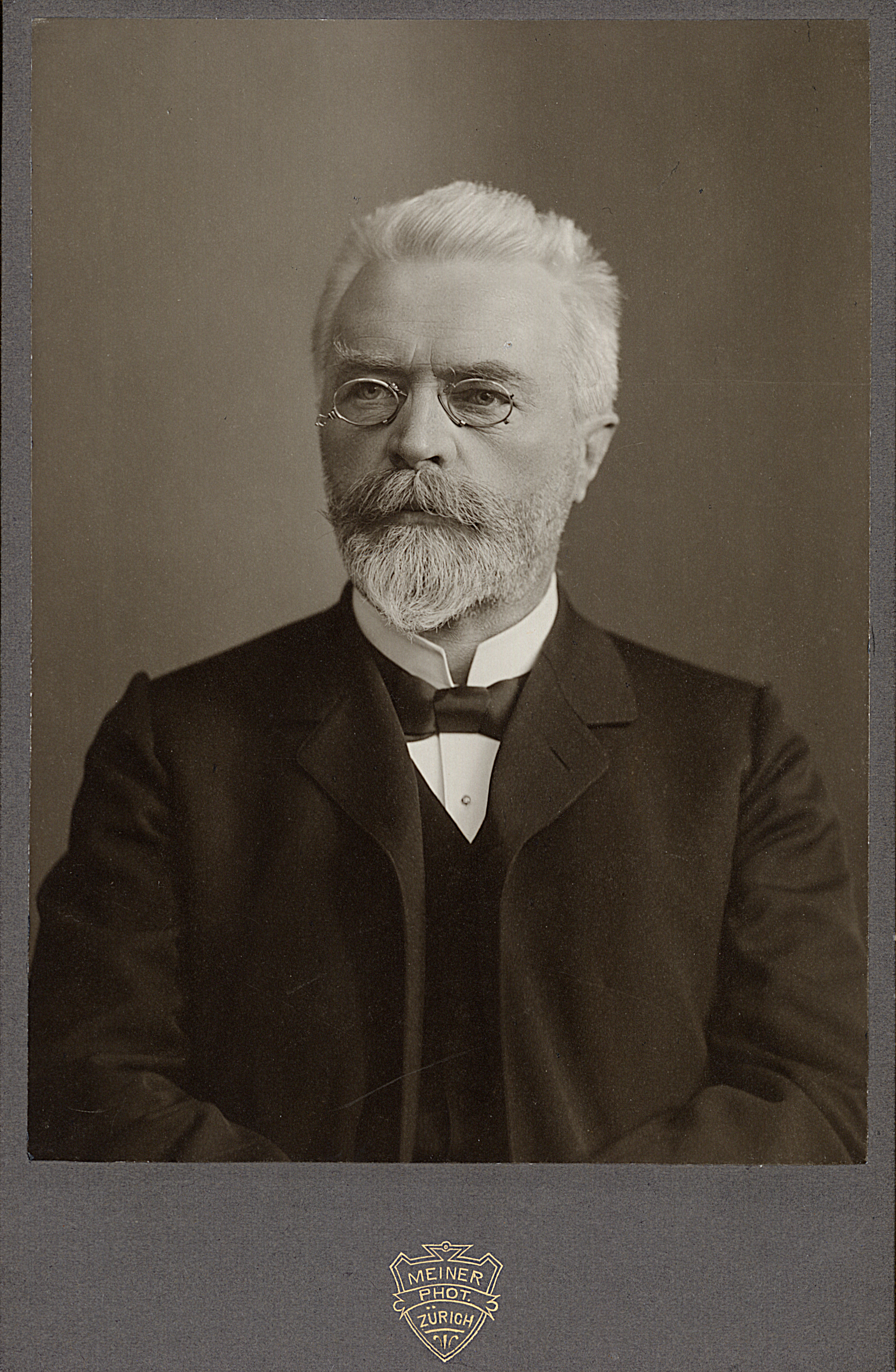
Albin Herzog (ca. 1890)

Albin Herzog (* 26. Oktober 1852 in Homburg TG; † 13. Juni 1909 in Mammern) war ein Schweizer angewandter Mathematiker und Professor für technische Mechanik und Rektor am Polytechnikum in Zürich, der heutigen ETH Zürich.

## Leben
Herzog war der Sohn eines Lehrers und besuchte die Kantonsschule in Frauenfeld, wo Wilhelm Schoch und Jakob Rebfeld seine Lehrer in Mathematik waren. Ab 1870 studierte er am Polytechnikum in Zürich bei Hermann Amandus Schwarz, Karl Culmann und Heinrich Friedrich Weber sowie Karl Geiser. Nach dem Abschluss 1874 war er Assistent bei Ludwig Kargl (1846–1875) und promovierte 1875 an der Universität Zürich (Bestimmung einiger specieller Minimalflächen). Wegen der Krankheit von Kargl übernahm er dessen Vorlesungen und wurde 1877 Professor für angewandte Mechanik am Polytechnikum. 1895 bis 1899 war er Rektor des Polytechnikums. Mit seinem Freund und Vorgänger als Rektor Karl Geiser gründete er den Fonds für Witwen und Waisen am Polytechnikum. Er gründete das Ingenieurslabor des Polytechnikums.
Herzog war für seine gute Lehre (Seminar und Vorlesungen) bekannt und bemühte sich, Brücken von der Theorie zur Praxis zu schlagen, wobei er von  Jakob I Bernoulli, Hermann Minkowski und James Clerk Maxwell (Fachwerktheorie) beeinflusst war. Er veröffentlichte unter anderem über Fachwerktheorie und Maschinenkonstruktionen (Getriebe) und beriet auch in der Praxis tätige Ingenieure und Ingenieurbüros.
Er kümmerte sich persönlich um Studenten und empfahl Albert Einstein, nachdem dessen Aufnahmeprüfung an der ETH Zürich gescheitert war, die Alte Kantonsschule Aarau zu besuchen, wozu er ihm ein Empfehlungsschreiben mitgab.
Zum fünfzigjährigen Jubiläum des Polytechnikums 1905 wurde er mit anderen Professoren Ehrenbürger von Zürich. 1895 bis 1898 war er im Grossen Stadtrat von Zürich, und er war im Schulrat des Quartiers Hottingen, wo er wohnte. 1910 wurde die Herzogstrasse in Zürich nach ihm benannt. 1896 war er einer der Organisatoren des Internationalen Mathematikerkongresses in Zürich.
1877 heiratete er Elise Bucher, die Tochter eines Nationalrats, und hatte mit ihr drei Söhne und eine Tochter.